# BM-21 Grad
BM-21 Grad eller 9K51 Grad är ett sovjetiskt 122mm MLRS-system som utvecklades i början på 1960-talet. BM betyder 'stridsfordon' (ryska: Bojevaja Masjina), grad betyder 'hagel'. Nato benämnde ursprungligen systemet som M1964.
Grad är onekligen världens mest använda raketartillerisystem. Dess framgång i lokala konflikter har lett till att andra länder har byggt kopior av det eller byggt liknande system.